# Feldhockey-Europameisterschaft der Damen 1995
Die Feldhockey-Europameisterschaft der Damen 1995 war die vierte Auflage der Feldhockey-Europameisterschaft der Damen. Sie fand vom 14. bis 25. Juni in Amstelveen statt. Im Finale setzte sich Gastgeber Niederlande gegen den amtierenden Olympiasieger Spanien im Siebenmeterschießen durch.

## Spielort
- Wagener-Stadion

## Schiedsrichterinnen
- Judith Brinsfield
- Laura Crespo
- Jana Vudmanskova
- Mary Power
- Renée Cohen
- Lynne Fotheringham
- Ute Löwenstein
- Alyson Dale
- Renée Cohen
- Kazuko Yasueda
- Edna Rutten
- Lourdes Santiago Pinar
- Carla d’Alberto

## Ergebnisse

### Vorrunde

#### Gruppe A
| Platz | Team        | Punkte | Sp | S | U | N | Tore | Gtore | Diff |
| ----- | ----------- | ------ | -- | - | - | - | ---- | ----- | ---- |
| 1.    | England     | 10     | 5  | 5 | 0 | 0 | 19   | 0     | +19  |
| 2.    | Deutschland | 8      | 5  | 4 | 0 | 1 | 25   | 2     | +23  |
| 3.    | Irland      | 6      | 5  | 3 | 0 | 2 | 5    | 8     | −3   |
| 4.    | Frankreich  | 4      | 5  | 2 | 0 | 3 | 11   | 11    | 0    |
| 5.    | Italien     | 1      | 5  | 0 | 1 | 4 | 1    | 12    | −11  |
| 6.    | Belgien     | 1      | 5  | 0 | 1 | 4 | 4    | 32    | −28  |

- 14.6.  Irland 1:0  Italien
- 14.6.  Belgien 0:9  England
- 14.6.  Deutschland 3:1  Frankreich

- 15.6.  Italien 1:1  Belgien
- 15.6.  England 4:0  Frankreich
- 16.6.  Deutschland 4:0  Irland

- 17.6.  Frankreich 4:0  Italien
- 17.6.  Irland 2:1  Belgien
- 17.6.  England 1:0  Deutschland

- 19.6.  Irland 2:1  Frankreich
- 19.6.  England 3:0  Italien
- 19.6.  Deutschland 15:0  Belgien

- 20.6.  Irland 0:2 England
- 20.6.  Frankreich 5:2 Belgien
- 21.6.  Deutschland 3:0 Italien

#### Gruppe B
| Platz | Team        | Punkte | Sp | S | U | N | Tore | Gtore | Diff |
| ----- | ----------- | ------ | -- | - | - | - | ---- | ----- | ---- |
| 1.    | Niederlande | 10     | 5  | 5 | 0 | 0 | 24   | 0     | +24  |
| 2.    | Spanien     | 8      | 5  | 4 | 0 | 1 | 15   | 2     | +13  |
| 3.    | Schottland  | 5      | 5  | 2 | 1 | 2 | 14   | 5     | +9   |
| 4.    | Russland    | 5      | 5  | 2 | 1 | 2 | 13   | 8     | +5   |
| 5.    | Tschechien  | 2      | 5  | 1 | 0 | 4 | 2    | 23    | −21  |
| 6.    | Schweden    | 0      | 5  | 0 | 0 | 5 | 0    | 30    | −30  |

- 15.6. Schottland 3:1  Tschechien
- 15.6. Spanien 3:0  Russland
- 15.6. Niederlande 10:0 Schweden

- 16.6. Spanien 4:0  Schweden
- 16.6. Russland 5:0  Tschechien
- 16.6. Niederlande 1:0  Schottland

- 18.6. Schottland 0:1  Spanien
- 18.6. Niederlande 8:0  Tschechien
- 18.6. Russland 6:0  Schweden

- 19.6. Spanien 7:0  Tschechien
- 20.6. Schottland 9:0  Schweden
- 20.6. Niederlande 3:0  Russland

- 21.6. Tschechien 1:0  Schweden
- 21.6. Schottland 2:2  Russland
- 21.6. Niederlande 2:0  Spanien

### Spiel um Platz 5–8
- 23.6. Russland 4:0  Irland
- 23.6. Schottland 3:0  Frankreich

### Halbfinale
Spanien 3:1  England
 Niederlande 2:1 Deutschland

### Spiele um die Plätze 9–12
- 24.6.  Italien 4:0  Schweden
- 24.6.  Tschechien 0:0, 2:1 nach Siebenmetern  Belgien

### Spiel um Platz 11
- 25.6.  Belgien 6:0  Schweden

### Spiel um Platz 9
- 25.6.  Italien 1:0  Tschechien

### Spiel um Platz 7
- 25.6. Frankreich 1:1, 4:3 nach Siebenmetern  Irland

### Spiel um Platz 5
- 25.6. Russland 2:2, 6:5 nach Siebenmetern  Schottland

### Spiel um Platz 3
- 25.6. Deutschland 1:0  England

### Finale
- 25.6. Niederlande 2:2, 4:1 nach Siebenmetern  Spanien

## Europameisterinnen
Ingrid Appels, Noor Holsboer, Wietske de Ruiter, Florentine Steenberghe, Jacqueline Toxopeus, Jeannette Lewin, Suzan van der Wielen, Machteld Derks, Margje Teeuwen, Mijntje Donners, Ellen Kuipers, Dillianne van den Boogaard, Stella de Heij, Marlies Vossen, Nicole Koolen, Suzanne Plesman